# 庄原バスセンター

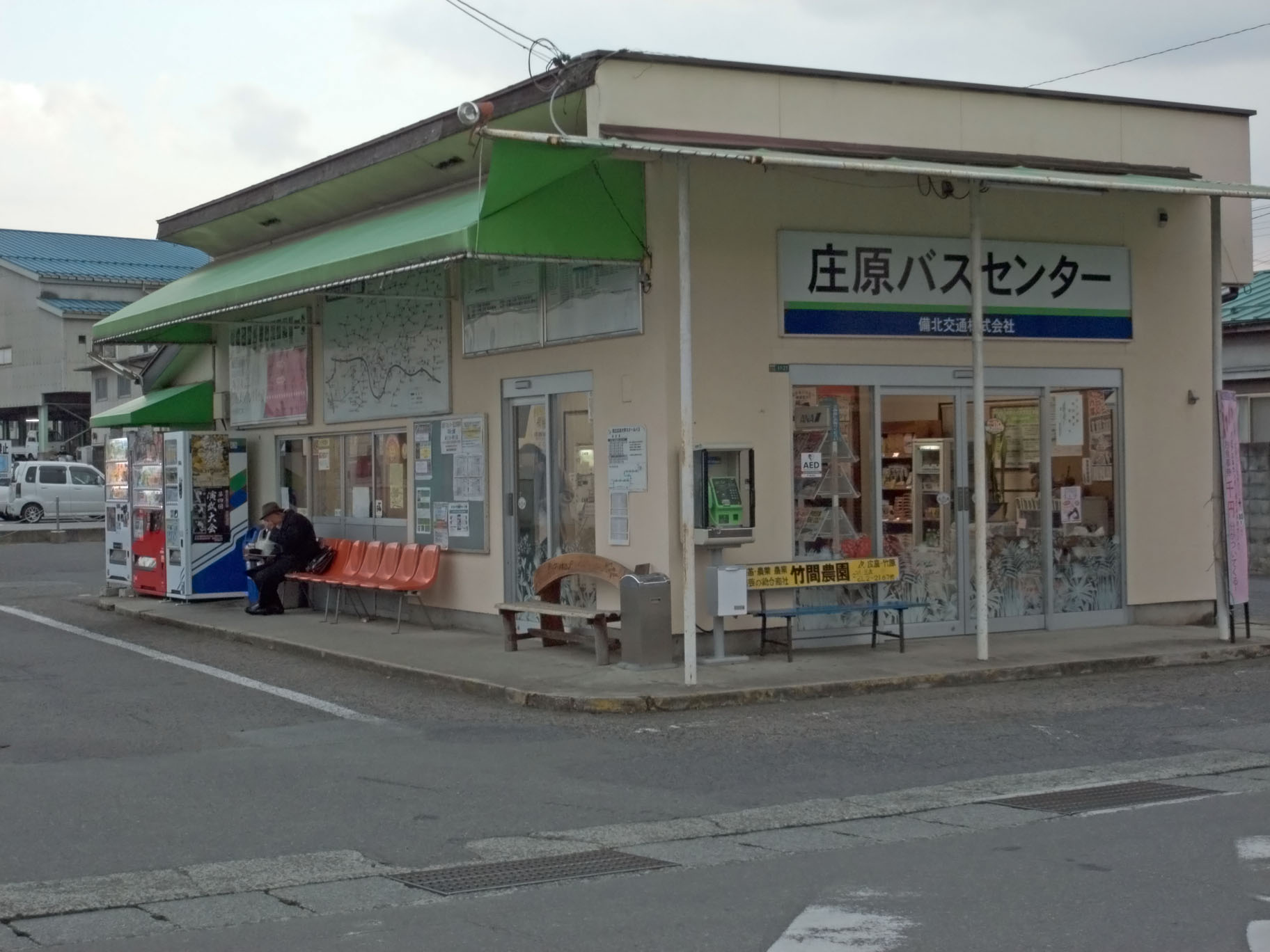
在りし日の庄原バスセンター（2009年11月）

庄原バスセンター（しょうばらバスセンター） とは、広島県庄原市東本町三丁目、JR芸備線の備後庄原駅から徒歩2分程度のところに所在したバスターミナル。隣接して備北交通の本社（旧）も所在したが、備後庄原駅前再開発により、2020年11月2日に庄原駅バス停にその機能を移転して廃止された。
庄原市内を走る備北交通の路線バス、および高速バス、県立広島大学スクールバス、コミュニティバスのひまわりバスと庄原市地域生活バスが発着していた。

## 構造
バスセンターと名乗っているものの、発着箇所は一箇所しかない。そのため○番乗り場という番号なども当然ながら存在しない。待合室の中にはトイレと売店、自動販売機などがあった。

## 発着路線

### 高速バス
- 広島 - 三次 - 庄原 - 東城線

### 路線バス
吉田 - 三次 - 庄原 - 西城線
- 庄原バスセンター - ジョイフル - 山内駅口 - 和知 - 上四十貫 - 三次高校 - 三次駅前 - 三次バスセンター - 三次中学校
- 庄原バスセンター - ジョイフル - 山内駅口 - 和知 - 三次ワイナリー - 三次中央病院 - 三次駅前 - 三次中学校
- 西城中野 - 平子駅前 - 庄原バスセンター - ジョイフル
- 山内駅口→ザ・ビッグ→庄原バスセンター→庄原中学校

上本村・東城線
- 庄原バスセンター - ジョイフル - 庄原中学校 - 九丁 - 峰田農協前 - 上本（吉備谷）
- 庄原バスセンター - ジョイフル - 庄原中学校 - 九丁 - 峰田農協前 - 上本（吉備谷） - 帝釈川上 - 東城駅前
- 三次中学校 - 三次駅前 - 三次高校 - 上四十貫 - 和知 - 山内駅口 - ジョイフル - 庄原バスセンター - 庄原中学校 - 九丁 - 峰田農協前 - 上本（吉備谷）

比和・下高野山線
- 庄原バスセンター - ジョイフル - 門田別 - 秋国別
- 庄原バスセンター - ジョイフル - 門田別 - 秋国別 - 大津恵
- 庄原バスセンター - ジョイフル - 門田別 - 秋国別 - 須川大橋 - 比和バイパス - 森脇（旧道） - 新市 - 下高野山
- 大津恵→秋国別→門田別→ジョイフル→庄原バスセンター→庄原中学校
- 下高野山→新市→森脇（旧道）→比和バイパス→須川大橋→秋国別→門田別→ジョイフル→庄原中学校→庄原バスセンター

永田・上大月線
- 庄原バスセンター - ジョイフル - 門田別 - 須川別 - 永田 - 下宮内 - 上大月車庫
- 庄原バスセンター→ジョイフル→門田別→須川別

実留・三良坂線
- 庄原バスセンター - ジョイフル - 庄原中学校 - 板橋農協 - 迫谷 - 殿河内 - 実留 - 大渡 - 三良坂駅前
- 庄原バスセンター→ジョイフル→庄原中学校→板橋農協→迫谷→殿河内→実留→板橋農協→庄原中学校→ジョイフル→庄原バスセンター

### コミュニティバス
- ひまわりバス
- 庄原市地域生活バス

### スクールバス
- 県立広島大学スクールバス

## 周辺
- 芸備線備後庄原駅（徒歩2 - 3分）
- 備北交通本社・庄原営業所
- 備北観光庄原営業所